# Chowdakamaladinni, Hungund
Chowdakamaladinni là một làng thuộc tehsil Hungund, huyện Bagalkot, bang Karnataka, Ấn Độ.